# Ceres (Südafrika)
Ceres ist der Hauptort der Lokalgemeinde Witzenberg, im Distrikt Cape Winelands der südafrikanischen Provinz Westkap. Ceres liegt etwa 60 Kilometer nordöstlich von Paarl und hatte 2011 33.224 Einwohner. Ceres ist nach der Schwester des Jupiter benannt, der römischen Göttin des Ackerbaus und der Fruchtbarkeit der Böden (siehe auch: Ceres). Die Stadt liegt am Dwars River in einem Tal der Landschaft Warm Bokkeveld. In der Stadt gibt es einen jüdischen Friedhof.

## Geschichte
Nachdem die Umgebung durch die in das Inland der Kapkolonie vorstoßenden Buren durch Errichtung ihrer Farmen permanent besiedelt wurde, wurde die Stadt im Jahre 1849 wie andere in der Region als Versorgungsort für diese umliegenden Farmen gegründet. Ihren Namen bekam sie 1858, als sie Marktrecht erhielt.
Das Stadtrecht wurde Ceres im Jahre 1964 verliehen.
Am 29. September 1969 wurde das Gebiet um Ceres um 22:03 Uhr 15 Sekunden lang vom folgenschwersten Erdbeben in der Geschichte Südafrikas erschüttert. Die Stärke des Bebens betrug 6,3 auf der Richter-Skala oder VIII auf der Mercalli-Skala. Die Erschütterungen konnten bis ins 1175 Kilometer entfernte Durban festgestellt werden. Dem Hauptbeben folgten mehrere Nachbeben. Das schwerste davon am 14. April 1970 hatte eine Stärke von 5,7. Durch dieses Ereignis wurde der Ort schwer beschädigt. Selbst solide Steinhäuser brachen zusammen, Lehmhäuser wurden komplett zerstört. Nahezu alle Straßen bekamen Risse, Leitungen barsten und Grabsteine fielen um. Auch einige Staumauern wurden beschädigt. Das Epizentrum lag bei Saron, in der Nähe von Tulbagh. Aufgrund der geologischen Verhältnisse der Witzenberg-Kette wird für die Zukunft mit weiteren Beben gerechnet.

## Wirtschaft
Ceres ist eines der größten Gemüse- und Obstanbaugebiete Südafrikas, das auch für den Export liefert. Zudem werden hier Obstsäfte produziert und seit einiger Zeit auch Wein gekeltert.

## Sehenswürdigkeiten
- Ceres Transport Riders Museum / Togryers Museum. Das Museum informiert über den historischen Warenhandel auf Wagen und Karren zur Versorgung der im Inland lebenden Farmer und Siedler. Es gibt zudem eine Dokumentation des Erdbebens von 1969.[5]

## Persönlichkeiten
- Adriaan Wildschutt (* 1998), Langstreckenläufer